# Aggreko
Aggreko Plc est une entreprise britannique spécialisée dans la location de groupes électrogènes et de solutions de régulation de la température (groupes de froid, tours de refroidissement) listée à la Bourse de Londres (FTSE 250). Son siège est basé à Glasgow, en Écosse.

## Histoire
L'entreprise naît en 1962 aux Pays-Bas et établit son siège en Écosse en 1973. Acquise par le Salvesen Group en 1984, Aggreko redevient indépendante en 1997 et est introduite à la Bourse de Londres. La division Aggreko International Power Projects (AIPP) est créée à Dubaï en 1999. Elle fournit l'infrastructure d'énergie temporaire pour des évènements sportifs, comme la Coupe du monde de football de 2002, ou encore les JO de Pékin en 2008,. Elle a également été retenue pour fournir en énergie les installations pour les JO de Londres. En mars 2021, le groupe annonce avoir accepté une offre de rachat pour 2,3 milliards de livres par les fonds d’investissement I Squared et TDR.

## Actionnaires
Liste des principaux actionnaires au 29 octobre 2019.
| Liontrust Investment Partners     | 5,20% |
| Baillie Gifford                   | 4,91% |
| Sprucegrove Investment Management | 4,82% |
| Investec Asset Management         | 3,68% |
| M&G Investment Management         | 3,65% |
| Capital Research & Management WI  | 3,45% |
| Deutsche Bank                     | 3,25% |
| Invesco Advisers                  | 3,23% |
| Mackenzie Financial               | 2,96% |
| Norges Bank IM                    |       |

## Aggreko dans le monde
Aggreko dispose d'une flotte de 13 600 groupes électrogènes, d'une puissance de 15 kW à 2 MW, soit une capacité de 6 700 MW. 
Aggreko emploie plus de 3 800 personnes, reparties sur 148 sites à travers 34 pays.
Parmi les clients d'Aggreko International figurent les sociétés nationales d'électricité de nombreux pays, des sociétés pétrolières, des sociétés minières, et des sites industriels.